# Biały Bór
Biały Bór é um município da Polônia, na voivodia da Pomerânia Ocidental e no condado de Szczecinek. Estende-se por uma área de 12,82 km², com 2 171 habitantes, segundo os censos de 2017, com uma densidade de 169,3 hab/km².